# Мельников, Виктор Иванович
Виктор Иванович Мельников (1920—1944) — старший лейтенант Рабоче-крестьянской Красной Армии, участник Великой Отечественной войны, Герой Советского Союза (1944).

## Биография
Виктор Мельников родился 9 августа 1920 года в Екатеринославе. Окончил индустриальный техникум. В 1939 году Мельников был призван на службу в Рабоче-крестьянскую Красную Армию. В 1941 году он окончил Саратовское танковое училище. С июня того же года — на фронтах Великой Отечественной войны. К марту 1944 года гвардии старший лейтенант Виктор Мельников командовал ротой 8-го гвардейского тяжёлого танкового полка 3-го танкового корпуса 2-й танковой армии 2-го Украинского фронта. Отличился во время Уманско-Ботошанской операции.
6 марта 1944 года рота Мельникова, прорвав вражескую оборону, вышла к реке Горный Тикич и захватила переправу через неё, после чего успешно удержала её до подхода основных сил, отразив три контратаки противника. 7 марта в бою за станцию Поташ Маньковского района Черкасской области Украинской ССР рота заставила отступить противника, который бросил около 500 танков, 1000 автомобилей, 350 артиллерийских орудий, большое количество складов. 8 марта в бою на подступах к Умани танкисты Мельникова уничтожили 3 БТР и 2 противотанковых орудия. В ночь с 9 на 10 марта 1944 года в боях на улицах Умани Мельников лично уничтожил 2 танка и 1 самоходную артиллерийскую установку противника. 11 марта 1944 года в бою у деревни Берёзовка танк Мельникова был подбит, однако танкист остался в горящем танке. Продолжая вести огонь, он уничтожил 1 танк, 3 артиллерийских орудия и большое количество солдат и офицеров противника, но и сам погиб. Похоронен в селе Терновка Бершадского района Винницкой области Украины.
Указом Президиума Верховного Совета СССР от 13 сентября 1944 года за «мужество, отвагу и героизм, проявленные в борьбе с немецкими захватчиками» гвардии старший лейтенант Виктор Мельников посмертно был удостоен высокого звания Героя Советского Союза. Также посмертно был награждён орденом Ленина.
В честь Мельникова названа улица в Умани.